# Apoctena spatiosa
Apoctena spatiosa är en fjärilsart som först beskrevs av Alfred Philpott 1923.  Apoctena spatiosa ingår i släktet Apoctena och familjen vecklare. Inga underarter finns listade i Catalogue of Life.